# Hydro bromide
Hydro bromide là phân tử hai nguyên tử có công thức HBr. Nó là một hợp chất không màu và một halogen hydro. Acid hydrobromic là dung dịch HBr trong nước. Cả hai dung dịch khan và dung dịch nước của HBr đều là thuốc thử phổ biến trong điều chế các hợp chất bromide.
HBr rất hòa tan trong nước, tạo thành dung dịch acid hydrobromic, được bão hòa ở 68,85% HBr theo trọng lượng ở nhiệt độ phòng. Các dung dịch nước có trọng lượng 47,6% HBr tính theo trọng lượng tạo thành hỗn hợp azeotrope sôi liên tục, sôi ở 124,3 °C. Đun sôi các dung dịch ít cô đặc giải phóng H2O cho đến khi đạt được thành phần hỗn hợp sôi không đổi.

## Công dụng của HBr
Hydro bromide và hydrobromic acid là những thuốc thử quan trọng trong sản xuất các hợp chất brom vô cơ và hữu cơ. Việc cộng gốc tự do của HBr vào anken sẽ tạo ra alkyl bromide:
RCH=CH2 + HBr → R-CHBr–CH3
Các tác nhân kiềm hóa này là tiền chất của các dẫn xuất amin béo. Tương tự gốc tự do tương tự với allyl chloride và styrene cho 1-bromo-3-chloropropane và phenylethylbromide, tương ứng.
Hydro bromide phản ứng với dichloromethane để cho bromochloromethane và dibromomethane, tuần tự:
HBr + CH2Cl2  →  HCl + CH2BrCl
HBr + CH2BrCl  →  HCl + CH2Br2
Allyl bromide được điều chế bằng cách xử lý rượu allyl với HBr:
CH2=CHCH2OH + HBr → CH2=CHCH2Br + H2O

### Các phản ứng khác
Mặc dù không được sử dụng rộng rãi trong công nghiệp, HBr thêm vào anken để cung cấp cho bromoalkanes, một họ quan trọng của hợp chất organobromine. Tương tự, HBr thêm vào haloalkene để tạo thành một đá quý dihaloalkane. (Loại bổ sung này tuân theo quy tắc Markovnikov):
RC(Br)=CH2 + HBr → RC(Br2)–CH3
HBr cũng thêm vào các alkyne để tạo ra bromoalken. Hóa học lập thể của loại bổ sung này thường là chống :
RC≡CH + HBr → RC(Br)=CH2
Ngoài ra, HBr được sử dụng để mở các epoxide và lactone và trong quá trình tổng hợp các bromoacetal. Ngoài ra, HBr xúc tác cho nhiều phản ứng hữu cơ.